# Ґолден-Гайнд (гора)
Ґолден-Гайнд — гора, найвища з вершин хребтів острова Ванкувер на острові Ванкувер, Британська Колумбія, Канада. Висота 2 195 м н.р.м.. Вершина популярна серед досвідчених скелелазів, починаючи з першого її підкорення в 1913 році. Гора складається з базальту, який є частиною кармуценської формації.

## Географія
Гора розташована поблизу географічного центру острова Ванкувер, а також приблизно посередині 2 450 км2 (605 408 акрів) Провінційного парку Страткона, у витоках річки Вулф-Рівер і на захід від озера Баттл, близько 25 км на схід від громади Ґолд-Рівер.

## Походження назви
Свою назву гора отримала від корабля «Золота олениця» (англ. Golden Hind) сера Френсіса Дрейка завдяки капітанові-торгівцеві хутром, якому нагадався корабель Дрейка в момент, коли сонце якраз ховалось за цю гору (її видно з західного узбережжя острова), про що той зробив запис у судновому журналі.
Сучасна назва була офіційно присвоєна лише в 1938 році, але при виборі назви керувались записом у журналі торгівців хутром, як першим її згадуванням. Альтернативну назву «Півнячий гребінь» використовували ранні альпіністи через зовнішній вигляд гори.

## Зовнішні посилання
- Strathcona Provincial Park from British Columbia Ministry of Environment website..
- Elite Backpacking - Guiding company specializing in the Golden Hinde